# بصمة وراثية للببتيد

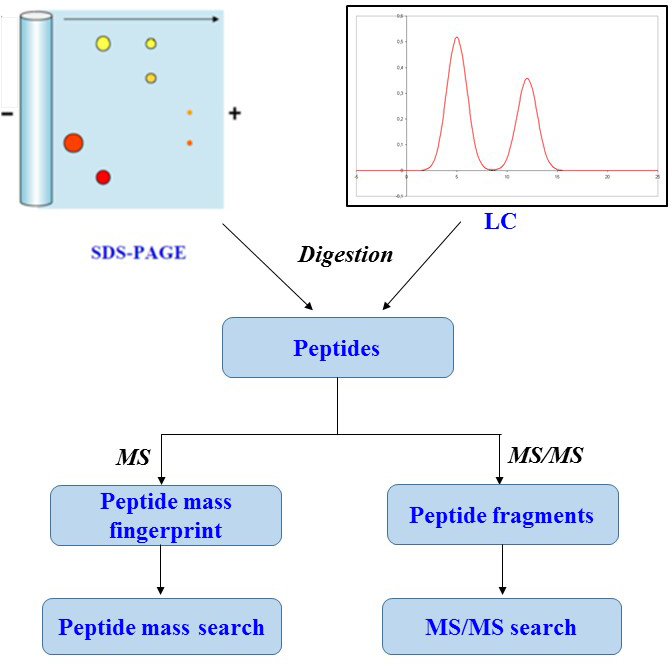

البصمة الوراثية للببتيد (بالإنجليزية: peptide mass and finger printing)‏ هي تقنية تحليلية وتعريفية لتحديد البروتين حيث يتم تقسيم البروتين المجهول إلى وحدات أصغر تعرف بالبيبتيدات، ويمكن قياس كتلة البيبتيدات بدقة باستخدام جهازمطياف الكتلة(spectrometer) – مثل MALDI-TOF وESI-TOF. 
تطورت هذه الطريقة عام 1993 حيث يتم مقارنة كتل الببتيد إما بقواعد البيانات التي تحتوي سلاسل للبروتينات معروفة أو مقارنتها بالجينوم. ويتم هذا الإنجاز من خلال استخدام برامج الكمبيوتر التي ترجمت الجينومات المعروفة داخل الكائن الحي إلى بروتينات، وبعد ذلك يتم تقسيم البروتين إلى ببتيدات ويتم حساب كتلة كل بروتين من الببتيد، ثم يتم مقارنة كتل الببتيدات من البروتين الغير معروف مع كتل البروتينات المعروفة التي وجدت داخل الجينوم، يتم تحليل النتائج للحصول على أفضل تطابق. 
من ايجابيات هذه الطريقة هي معرفة كتل الببتيدات، الطريقة التي تستهلك وقت أطول DE NEVO PEPTIDE SEGUENCE غير ضرورية. 
من سلبيات هذه الطريقة هو ان سلاسل البروتينات تظهر في قواعد البيانات بالإضافة إلى ذلك هو ان البصمة الوراثية البروتينية تفترض ان الببتيد قادم من بروتين واحد وظهور خليط من الببتيد يعقد عملية التحليل ويؤثر في النتائج تحديدا أن البصمة الوراثية البروتينية تعتمد على عملية تحديدالبروتين وتعريفه ويتطلب من ذلك عملية عزل للبروتين إذا كان خليط الببتيد يتعدى 3 من البروتين يتطلب ذلك إضافة البروتين المعروف (MS) عمليات عزل الببتيد تتم باستخدام جهاز الفصل الكهربائي أو استخدام إس دي إس بايج.
1. ↑  "معلومات عن بصمة وراثية للببتيد على موقع getty.edu". getty.edu. مؤرشف من الأصل في 2020-11-09.